# 伊拉里昂·伊格纳切维奇·考夫曼
伊拉里昂·伊格纳切维奇·考夫曼（俄语： 1848年7月17日—1916年1月7日）俄罗斯帝国经济学家，曾就货币流通和信贷问题发表过著作，1867年马克思的《资本论》出版后，1872年出版俄文译本，同年考夫曼在《欧洲通报》上发表了《卡尔·马克思的政治经济学批判的观点》，对马克思的观点做出肯定。马克思在《资本论》第一卷第二版序言中援引了考夫曼的原文，列宁也在《卡尔·马克思》一文中提及该评论。考夫曼称马克思的研究方法是唯物的，但叙述方法是唯心的。